# Friedrich Ratzel
Friedrich Ratzel (Karlsruhe, 30 d'agost de 1844 - Ammerland, 9 d'agost de 1904) fou un geògraf i zoòleg alemany, considerat com el fundador de l'antropogeografia.

## Biografia
Friedrich Ratzel va nàixer el 1844 al si d'una família vinculada al Marcgravi de Karlsruhe. El seu pare, Carl Ratzel, era el cap dels vailets d'aquella casa noble. Després d'estudis a l'institut de la ciutat, als 15 anys començà a treballar com a aprenent amb apotecaris. Uns quants anys després estudià geologia i zoologia a les Universitats de Heidelberg, de Jena i Berlín, i acabà els estudis el 1868. Després d'aquell període universitari, va publicar Sein und Werden der organischen Welt sobre Darwin.
Va exercir de professor de geografia a les universitats de Leipzig i Múnic, i més endavant feu viatges per Europa (1869) i Amèrica (1872-1875). Influït per les idees de Darwin i per tesis deterministes del segle xix, va reflexionar sobre les relacions existents entre espai geogràfic i població, i va intentar relacionar la història universal amb les lleis naturals. De la mateixa manera Ratzel va jugar un important paper en l'antropologia evolucionista, contraposant-lo a la idea que les poblacions necessiten difondre els seus trets culturals més enllà del seu ambient original i que, alhora, els contactes amb altres pobles permeten el desenvolupament. Ratzel enfronta l'evolucionisme al difusionisme, arribant a la conclusió de l'intercanvi com a motor del progrés.
La teoria de l'espai vital (Lebensraum) de Ratzel fou aprofitada a Alemanya pel Tercer Reich per a donar suport la seva política expansionista. La derrota alemanya a la Segona Guerra Mundial va desacreditar per un temps la geopolítica, que darrerament ha tornat a recuperar el seu interès.

## Obres
- Die Vereinigten Staaten von Amerika (Els Estats Units d'Amèrica, 1878)
- Anthropogeographie (Antropogeografia, 1891)
- Politische Geographie (Geografia política, 1897)